# Королівські дочки

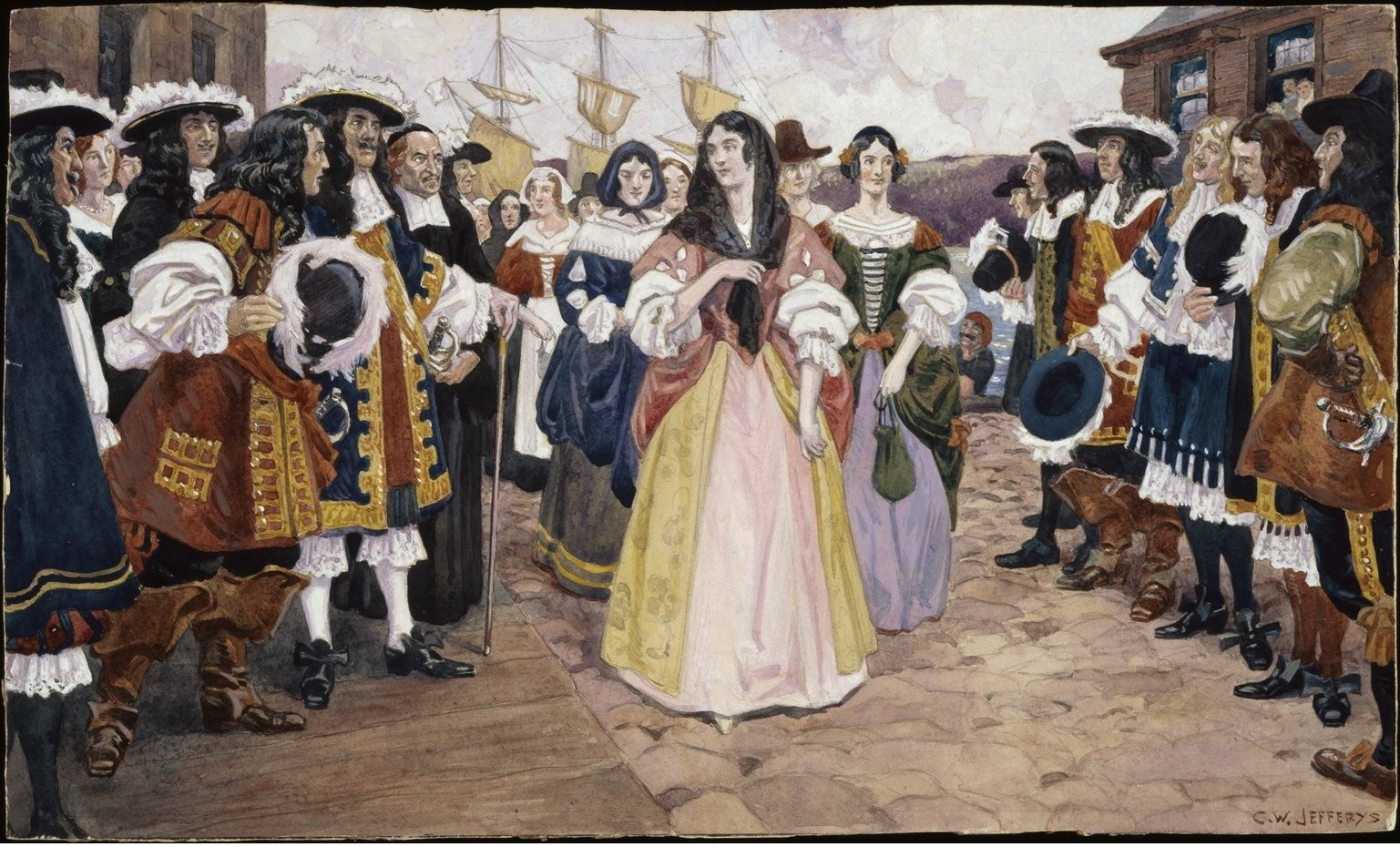
Прибуття кролівських дочок до Квебеку у 1667 році. Картина Чарльза Джеффріз.

Королівські дочки (фр. filles du roi, filles du roy) — жінки, які прибули із Франції до колонії Нова Франція у сучасній Канаді за закликом та за фінансової підтримки короля Людовика XIV. Від 700 до 900 неодружених жінок емігрували до Нової Франції між роками 1663 та 1673 з наміром одружитися з поселенцями. Мета переселення жінок — поповнення жіночого населення колонії та збільшення загальної чисельнності цього французького поселення.

## Історичне підґрунтя
З часу першого французького поселення на північноамериканському континенті у 1608 р. французька колонія Нова Франція знаходилася у володінні торговельних компаній, які мали дозвіл на промисел в колонії в обмін на обіцянку заселяти та розбудовувати це поселення. Більшість новоприбульців з Франції складали військовики, торговці та службовці різних торговельних компаній. У 1663 р. населення колонії становило лише 2500 осіб, з яких тільки 1175 народилися в колонії, на кожну жінку припадало 6 чоловіків. Загальна кількість населення була надзвичайно малою у порівнянні із 100 000 англійських поселенців у Тринадцяти британських колоніях, що ставало серйозною загрозою для французьких володінь у Північній Америці. Таким чином, в середині 17-го століття серед населення колонії значно переважали чоловіки різних професій і відчувалася велика нестача жінок, що стояло на заваді подальшого розвитку колонії — не маючи змоги знайти жінок, неодружені чоловіки поверталися до Франції і уряд витрачав додаткові кошти для збільшення населення.
Під час правління короля Людовика XIV остання торговельна компанія Компанія ста партнерів — була усунута від керівництва колонії і у 1627 р. на чолі стала призначена королем цивільна адміністрація з Франції, яка почала вживати заходів для збільшення населення Нової Франції. Була запроваджена система пільг для заохочення шлюбів та народження дітей в колонії, приватні агенти заохочували дівчат у Франції емігрувати за державний кошт до Нової Франції. Попри це, населення Нової Франції збільшувалося дуже повільно і все ще відчувався брак жінок. За ініціативи уряду Франції була запроваджена програма переселенян неодружених жінок до Нової Франції. З часом ці жінки отримали назву «Королівські дочки», оскільки їхня подрож та придане у разі шлюбу надавалися від імені короля Франції. 

## Іміграція та життя у колонії
Перші 36 дівчат прибули до Квебеку 22 вересня 1663 р. Набір бажаючих поїхати до Канади проводився здебільшого у Парижі та на півночі Франції, середній вік дівчат становив 24 роки. Крім переважної більшості француженок серед Королівських дочок були також поодинокі німкені, голландки на представниці інших національностей. Необхідною умовою для еміграції була наявність свідоцтва про народження та рекомендація від священика чи магістрату, де підтверджувалося, що дівчина неодружена. Казна виділяла на транспорт та інші витрати 100 ліврів на кожну дівчину; крім того, кожна отримувала ще 50 ліврів королівського приданого. Більшість новоприбулих — 560, залишилися у м. Квебек, решта 133 поселилися у Монреалі та 75 у м. Труа-Рів'єр. По прибутті жінки розселялися у сім'ях, куди приходили чоловіки і вибирали собі майбутню дружину. Кожна Королівська дочка мала право відмовити чоловікам і вибрати майбутнього чоловіка сама. Перевага надавалася заможним чоловікам і тим, хто вже мав власне помешкання. Чоловіки у свою чергу шукали доросліших і досвідченіших жінок, які могли допомагати по господарству. Між прибуттям та весіллям у середньому спливало 4-5 місяців. 
Більшість з новоприбулих жінок походили з сільської місцевості, були працьовитими і витривалими, однак не всі були готові до умов життя в Канаді. Уряд заохочував великі сім'ї і виплачував субсидії багатодітним. Вже через 8 років після початку програми в рік народжувалося по 600-700 дітей, що підтверджувало успіх цієї урядової ініціативи. За 11 років кількість населення колонії збільшилася до 6700 жителів, тобто зросла на 167%. Однак у 1672 році почалася війна з Нідерландами, і кошти на заохочення іміграції жінок вважалися завеликими. Остання партія Королівських дочок прибула до Квебеку у вересні 1673 р.